# Quercus pachyloma
Quercus pachyloma Seemen – gatunek roślin z rodziny bukowatych (Fagaceae Dumort.). Występuje naturalnie w Chinach (w prowincjach Fujian, Guangdong, Kuejczou, Hunan, Jiangxi i Junnan, a także w regionie autonomicznym Kuangsi) oraz na Tajwanie.

## Morfologia
PokrójZimozielone drzewo dorastające do 17 m wysokości.
LiścieBlaszka liściowa jest skórzasta i ma odwrotnie jajowaty, lancetowaty lub podługowato eliptyczny kształt. Mierzy 7–14 cm długości oraz 2–5 cm szerokości, jest piłkowana przy wierzchołku, ma klinową nasadę i wierzchołek od spiczastego do ogoniastego. Ogonek liściowy jest nagi i ma 15–20 mm długości.
OwoceOrzechy o podługowato elipsoidalnym lub odwrotnie jajowatym kształcie, dorastają do 12–16 mm średnicy. Osadzone są pojedynczo w miseczkach do 35–65% ich długości. Same miseczki mają kształt od niemal kulistego do dzwonkowatego i mierzą 15–30 mm średnicy.

## Biologia i ekologia
Rośnie w lasach wilgotnych. Występuje na wysokości do 1000 m n.p.m. Kwitnie w marcu, natomiast owoce dojrzewają od września do października.